# Missy Elliott
Missy Elliott (n. Melissa Arnette Elliott pe 1 iulie 1971 în Portsmouth, Virginia, Statele Unite ale Americii) este o cântăreață, rapperiță, compozitoare și producătoare muzicală americană. Artista a devenit una dintre cele mai apreciate interprete de muzică rap și hip hop din lume, printre cele mai cunoscute șlagăre ale sale numărându-se „Get Ur Freak On” (2001), „Work It” (2002) sau „Lose Control” (2005).

## Discografie
Albume de studio
- Supa Dupa Fly (1997)
- Da Real World (1999)
- Miss E… So Addictive (2001)
- Under Construction (2002)
- This Is Not a Test! (2003)
- The Cookbook (2005)
- Block Party (2010)